# Squalius keadicus
Squalius keadicus, là một loài fresh-water fish in the Cyprinidae. Nó chỉ được tìm thấy ở Hy Lạp, and known as the menida in Greek.
Nó là loài đặc hữu của the Evrotas River in Peloponnesus. Nó bị đe dọa do mất môi trường sống.